# Vuhlehirsk
Vuhlehirsk (em ucraniano:  Вуглегірськ, em russo:  Углегорск, Uglegorsk) é uma cidade da Ucrânia, situada no Oblast de Donetsk. Tem 7,3 km² de área e sua população, em 2020, foi estimada em 7.338 habitantes.